# Carole Jordan
Carole Jordan, DBE, FRS, FInstP, (19 de julho de 1941) é uma astrônoma inglesa. É a primeira mulher a presidir a Royal Astronomical Society, e a terceira mulher a ser laureada com a Medalha de Ouro da Royal Astronomical Society (em 2005, seguindo Caroline Herschel em 1828 e Vera Rubin em 1996).